# Mikoyan-Gurevich MiG-13
Il Mikoyan-Gurevich MiG-13 (in russo Микояна и Гуревича МиГ-13?, Mikojana i Gureviča MiG-13) era un caccia ad ala bassa di costruzione interamente metallica progettato e sviluppato negli anni quaranta in Unione Sovietica dall'OKB 155 Mikoyan Gurevich diretto da Artëm Ivanovič Mikojan e Michail Iosifovič Gurevič.
Nato con la denominazione di «I-250» e di «Aereo N», si caratterizzava per l'adozione di un sistema a propulsione mista, che abbinava un convenzionale sistema motoelica ad un compressore montato nella parte posteriore del velivolo che alimentava una camera di combustione, in una combinazione nota come motoreattore.
Entrato in servizio al termine della seconda guerra mondiale, il MiG-13 venne impiegato, in un limitato numero di esemplari, fino al 1948 dalla Aviacija voenno-morskogo flota (AV-MF), la componente aerea della marina militare sovietica, venendo velocemente rimpiazzato dai più moderni velivoli equipaggiati con motore turbogetto.

## Storia del progetto
Il progetto «N» era parte di un complesso lavoro organizzativo che il Commissariato del popolo per la difesa aveva pianificato per massimizzare gli sforzi di ricerca e sviluppo in tema di aerei propulsi con motori di nuova concezione.
In Unione Sovietica fin dal 1932 Archip Michajlovič Ljul'ka aveva condotto studi sull'utilizzo di motori a turbina per equipaggiare gli aeroplani e tra il 1936 ed il 1938 aveva realizzato il progetto del motore a reazione denominato RD-1. Furono compiuti studi anche sul motore a razzo che portarono alla realizzazione del Bereznjak-Isaev BI nei primi anni quaranta, ma la difficile situazione creatasi a seguito dell'invasione tedesca nel giugno del 1941 aveva portato ad accantonare lo sviluppo di nuove tecnologie per favorire il miglioramento di quelle esistenti, ivi compresi motori ed aerei.
Una volta superato il periodo più difficile della guerra, l'interesse per il motore a reazione emerse con nuovo vigore anche in ragione delle notizie fornite dall'intelligence circa l'importanza degli studi compiuti fino ad allora dagli scienziati tedeschi.
Nel corso di una riunione del Commissariato per la difesa, nel febbraio del 1944, fu dunque presa la decisione di organizzare e coordinare il risultato degli studi fino ad allora compiuti con l'obiettivo finale di creare una forza aerea equipaggiata con motori a reazione e gli OKB aeronautici furono incaricati di sviluppare le proprie idee in merito secondo indicazioni ben precise. L'OKB MiG fu incaricato di sviluppare un velivolo equipaggiato con un motore Klimov VK-107R: si trattava di un'unità motrice sviluppata dallo TsAGI che accoppiava un motore a pistoni Klimov VK-107A a un apparato VRDK, in sostanza una camera di combustione di un flusso d'aria incanalato all'interno del velivolo che, grazie al terzo principio della dinamica, offriva una spinta aggiuntiva garantendo di raggiungere velocità fino ad allora impossibili.
Lo sviluppo del progetto ebbe una rapida evoluzione: i disegni preliminari furono pronti entro il mese di marzo, il mockup in legno venne completato prima della fine di ottobre mentre il progetto definitivo per la realizzazione del primo prototipo vide la luce alla fine di novembre; infine il prototipo fu pronto in poco più di tre mesi e completò con successo il primo volo che, a seconda delle fonti, fu effettuato il 3 marzo del 1945 oppure il 4 aprile.
Il prototipo I-250 fu, secondo alcuni, il primo velivolo sovietico a superare la soglia degli 800 km/h; il risultato fu ottenuto il successivo 23 maggio, ma sul giorno preciso altre fonti non sono né così dettagliate né concordi. I primi risultati ottenuti con l'accoppiamento motore/compressore, furono incoraggianti tanto più che furono confermati anche da quanto ottenuto con l'analogo lavoro che aveva portato al Sukhoi Su-5; emersero però, fin dalle prime prove di volo, problemi di stabilità orizzontale che portarono alla modifica della forma del piano verticale di coda.
Il programma delle prove nel mese di giugno fu funestato da un incidente che, in seguito al cedimento strutturale dei piani di coda in fase di salita, portò alla morte del collaudatore; l'incidente fu analizzato in modo meticoloso e fu deciso di rivedere il disegno dell'impennaggio e la sua rigidità strutturale. Le prove proseguirono pur tra nuovi problemi e contrattempi, tuttavia le autorità decisero di procedere con lo sviluppo del progetto a discapito di quello del Su-5: risulta sia stato avanzato un ordine per dieci o forse cinquanta esemplari, ma in una delle fonti reperite risulta che i due numeri siano frutto di un passaggio progressivo. Questi esemplari avrebbero dovuto consentire di proseguire la sperimentazione del velivolo e allo stesso tempo ai loro piloti di impratichirsi all'uso di macchine di nuova concezione; alcuni degli aerei avrebbero anche dovuto far parte di un gruppo di volo per la parata che si sarebbe tenuta sul cielo della Piazza Rossa in occasione dei festeggiamenti per l'anniversario della rivoluzione d'ottobre (tuttavia ancora una volta non è chiaro se si trattasse di un programma relativo al 1945 o al 1946).

## Tecnica

### Cellula
L'I-250 era un monoplano ad ala bassa, dalla struttura interamente metallica. Le sue forme erano caratterizzate dalla posizione particolarmente arretrata della cabina di pilotaggio, che faceva sembrare il muso del velivolo estremamente lungo, e dalla presenza della presa d'aria al di sotto dell'elica, necessaria per l'alimentazione del compressore.
Come nei precedenti progetti di Mikojan e Gurevič, la fusoliera era realizzata in tre distinte sezioni: quella frontale era realizzata in tubi d'acciaio al cromo-manganese che sostenevano il motore e l'armamento; la sezione centrale era formata da paratie rivettate ad una struttura di correnti e ordinate. Le paratie che sostenevano il compressore erano realizzate in acciaio fuso e la sezione terminava con un'ulteriore paratia in acciaio a sostegno della camera di combustione. Anche la struttura della sezione di coda prevedeva correnti ed ordinate, con paratie in duralluminio; l'ultima sezione era realizzata in acciaio saldato, per poter sopportare le temperature del getto d'aria in uscita dalla camera di combustione.
Le ali, dalle forme rastremate e diedro di 7°, erano realizzate con singolo longherone in acciaio e centine in duralluminio (fatta eccezione per quelle che sostenevano il carrello d'atterraggio che erano anch'esse in acciaio).
L'impennaggio aveva struttura in duralluminio e rivestimento in lega di magnesio; si caratterizzava per l'inclinazione del timone di 1°20' per contrastare il momento meccanico dell'elica che tendeva a deviare verso destra il movimento del velivolo.
Il carrello d'atterraggio era di tipo classico e retrattile; presentava una struttura innovativa con un sistema di sospensione a leva; le ruote degli elementi anteriori si ritraevano all'interno dello spessore alare con senso del movimento verso il centro del velivolo. In coda, anche il ruotino era di tipo retrattile e veniva alloggiato all'interno di una carenatura posta al di sotto dell'ugello di scarico posteriore.

### Motore

Schema del sistema propulsivo: l'elica, comandata dal motore alternativo a pistoni (giallo), comprimeva il flusso. Una parte di questo entrava nella piccola presa d'aria a bocca di squalo sotto il mozzo (blu) per venire compressa nuovamente da un piccolo compressore (verde) sempre trascinato dal motore a pistoni. L'aria così compressa veniva incendiata nella camera di combustione (rosso) a valle del sistema di iniettori e poi espulsa dall'ugello.

Il sistema di propulsione dell'I-250 era costituito da un motore V12 Klimov VK-107R sovralimentato con turbocompressore, secondo alcuni dotato di riduttore per l'azionamento dell'elica.
Nella parte posteriore del motore era presente un secondo albero di trasmissione che azionava un compressore; questo comprimeva l'aria proveniente dalla presa dinamica posta sul muso del velivolo, al di sotto dell'elica, e la convogliava verso la coda dell'aereo dove, dopo aver preso calore dal radiatore dell'impianto di raffreddamento del motore, giungeva in una camera di combustione. Qui miscelata con carburante, veniva incendiata ed espulsa dall'ugello di scarico, per generare una spinta aggiuntiva che consentiva di incrementare la velocità dell'aereo. La camera di combustione era inoltre raffreddata con sottili getti d'acqua tramite una serie di ugelli; il vapore generato dall'evaporazione di quest'acqua contribuiva ad aumentare la pressione all'interno della camera di combustione e, di conseguenza, la spinta generata dal flusso d'aria in uscita.
Il gruppo motore-compressore poteva funzionare in contemporanea, ma era possibile anche mettere "in folle" l'albero di trasmissione posteriore in modo tale che il velivolo fosse mosso esclusivamente dal motore a pistoni; in particolare l'utilizzo del compressore non era consentito nella fase di decollo ed era limitato sia dalla quantità di carburante disponibile, sia dalla scarsa affidabilità del sistema, causata principalmente dalle elevate temperature d'esercizio e dalla corrosione dovuta al processo di combustione.
A pieno regime il complesso motore-compressore sviluppava la potenza complessiva di 2 500 hp (1 864 kW) a 7000 m di quota, di cui 1 350 hp (1 007 kW) generati dal bruciatore posteriore; utilizzando entrambe le unità propulsive, l'I-250 era perciò in grado di volare a circa 820 km/h, circa 100 in più rispetto ai velivoli più veloci all'epoca in servizio con la V-VS.

### Armamento
L'armamento installato era costituito da tre cannoni automatici Berezin B-20, calibro 20 mm; tutte le armi erano concentrate nel muso del velivolo: due disposte sui lati del motore, sparavano attraverso il disco dell'elica mediante un dispositivo di sincronizzazione, la terza, collocata tra le bancate dei cilindri, sparava attraverso il mozzo dell'elica. Ciascun cannone era dotato di un serbatoio contenente 100 proiettili, numero più tardi innalzato a 160.

## Impiego operativo
Sul finire del mese di novembre del 1946 il motore dell'I-250 non era ancora riuscito a superare i test di accettazione mentre il governo sovietico aveva ormai definito l'acquisto delle licenze per la produzione dei motori Rolls-Royce Nene e Derwent; lo sviluppo dell'I-250 fu quindi abbandonato dalla V-VS.
Quando, nel maggio del 1947, il motore riuscì finalmente a superare le prove ministeriali per l'accettazione, il progetto dell'I-250 fu presentato all'Istituto di Ricerca dell'Aviazione Navale per valutarne l'impiego come caccia di scorta per aerosiluranti.
Gli aerei costruiti furono trasferiti da Mosca alla base di Saulkrasti, sul golfo di Riga; non è stata tuttavia reperita documentazione che attesti il passaggio dei velivoli alle unità operative. La medesima fonte mette addirittura in dubbio che vi siano documenti ufficiali circa la denominazione «MiG-13», riportata per altro senza eccezioni dalle fonti bibliografiche reperite. La permanenza del MiG-13/I-250 nei reparti dell'aviazione di marina non andò in ogni caso oltre il 1950.

## Utilizzatori
Unione Sovietica
- Aviacija voenno-morskogo flota

## Velivoli comparabili
- Sukhoi Su-5

### Annotazioni
1. ↑  La denominazione del "costruttore" risulta scritta in modo diverso da quella del "progettista" poiché nel secondo caso la traslitterazione del cognome è effettuata secondo il sistema della traslitterazione scientifica, impiegato come standard convenzionale nelle pagine di Wikipedia in lingua italiana.
2. ↑  Dal russo «И-250», sigla relativa a «Истребитель 250» (traslitterato «Istrebitel’ 250») cioè «Aereo da caccia 250».
3. ↑  In russo «Самолёт N».
4. ↑  In russo «Реактивный двигатель» (Reaktivnyj dvigatel') letteralmente «motore a reazione».
5. ↑  Sigla di «Воздушно Реактивный Двигатель Компрессорный» (BPДК), traslitterato come «Vozdušno Reaktivnyj Dvigatel’ Kompressornyj»; letteralmente «Compressore con motore a getto d'aria»
6. ↑  Analoga a quella impiegata nell'I-220/I-225
7. ↑  Il suffisso "R" starebbe appunto ad indicare la presenza del riduttore, «редукторный» («reduktornyj») in russo.
8. ↑  Dal "Nene" sarebbe stato poi sviluppato il motore Klimov VK-1 che avrebbe equipaggiato il MiG-15.
9. ↑  «НИИ АВМФ» (traslitterato «NII AVMF»), cioè «Научно-Исследовательский Институт Авиации Военно-морской флот» (traslitterato «Naučno-Issledovatel’skij Institut Aviacii Voenno-morskoj flot»).

### Fonti
1. ↑  Butowski e Miller, 1991, p. 52.
2. 1 2  Butowski e Miller, 1991, p. 53.
3. 1 2 3 4 5 6 7 8 9  Butowski e Miller, 1991, p. 54.
4. 1 2  Gunston e Gordon, 1998, p. 41.
5. 1 2 3 4  Gordon e Dexter, 2003, p. 99.
6. 1 2 3 4 5 6 7 8 9 10  И-250 (МиГ-13), in "Уголок неба (Angolo di cielo)".
7. 1 2 3 4 5  Gunston e Gordon, 1998, p. 43.
8. 1 2  Gordon e Dexter, 2003, p. 102.
9. 1 2 3 4 5 6 7 8 9  Gordon e Dexter, 2003, p. 106.
10. 1 2 3  Gordon e Dexter, 2003, p. 95.
11. 1 2  Gordon e Dexter, 2003, p. 103.